# 格里氏野鯪
格里氏野鯪，為輻鰭魚綱鯉形目鯉科的其中一個種。分布於非洲剛果河流域，本魚在內面上嘴唇有橫跨的皺摺；背鰭呈鐮刀狀；具二個小觸鬚，背鰭軟條10枚；脊椎骨32個，體長可達27公分。

## 扩展阅读
維基物種上的相關：格里氏野鯪